# تور سایلکس ۲
تور سایلکس ۲ (انگلیسی: Tour Silex 2) ساختمان اداری ۲۳ طبقه مستقر در شهر لیون، فرانسه است، که در سال ۲۰۲۱ احداث گردید.